# Jens Blauert
Jens Blauert (nascido em Hamburgo, 20 de junho de 1938) é um cientista alemão. Suas principais áreas de estudo são: audição espacial, tecnologias binaurais, arquitetura auditiva (aural architecture), qualidade da percepção, tecnologia da fala, ambientes virtuais e telepresença.

## Leituras relacionadas
- Räumliches Hören. S. Hirzel-Verlag, Stuttgart 1974, ISBN 3-7776-0250-7
  - 1. Nachschrift. Neue Ergebnisse und Trends seit 1972. 1985, ISBN 3-7776-0410-0
  - 2. Nachschrift. Neue Ergebnisse und Trends seit 1982. 1997, ISBN 3-7776-0738-X
- Spatial Hearing. The Psychophysics of Human Sound Localization. The MIT Press, USA-Cambridge MA
  - 1. Auflage, 1983, ISBN 0-262-02190-0
  - Revised Edition, 1996, ISBN 0-262-02413-6
- An Introduction to Binaural Technology. In: Robert H. Gilkey, Timothy R. Anderson (Hrsg.): Binaural and Spatial Hearing in Real and Virtual Environments. Lawrence Erlbaum, USA-Mahwah NJ 1996, S. 593-609, ISBN 0-8058-1654-2
- (Hrsg.): Communication Acoustics. Springer, Berlin/Heidelberg/New York 2005, ISBN 3-540-22162-X